# La Biblia de neón
La Biblia de neón es la primera novela de John Kennedy Toole, escrita a la edad de 16 años. Su principal atractivo es la primera mirada al escritor que más tarde escribiría La conjura de los necios.

## Sinopsis
La novela es un bildungsroman sobre un joven llamado David que vive con su familia en la zona rural de Mississippi, durante finales de los años treinta y principios de los cincuenta. Aprende sobre el fanatismo religioso, racial, social y sexual, expresados en sus diez recuerdos más fuertes, apareciendo un recuerdo por capítulo. Los recuerdos comienzan con David en un tren, escapando del pasado, esperando la libertad.
La llegada al pueblo de su tía Mae para vivir con ellos, la pérdida del trabajo de su padre, Frank, a causa de la gran depresión y luego ser enviado a la guerra serán algunos de los momentos fundamentales de la narración en primera persona que recorre la novela.

## Trayectoria editorial
Toole, al describir la novela durante la correspondencia con un editor, escribió: "En 1954, cuando tenía 16 años, escribí un libro llamado La Biblia de neón (The Neon Bible), un sombrío ataque sociológico adolescente contra los odios causados por las diversas religiones calvinistas en el Sur... y la mentalidad fundamentalista es una de las raíces de lo que estaba pasando en Alabama, etc. El libro, por supuesto, era malo, pero lo envié un par de veces de todos modos". No logró atraer el interés de los editores y no se publicó hasta después de la muerte de Toole y luego del gran éxito de La conjura de los necios.
Como lo que sucedió con La conjura de los necios, la novela tuvo un camino largo y difícil para ser publicación. La Biblia de neón se escribió en 1954, pero después de que los intentos iniciales de conseguir un editor resultaron infructuosos, la novela se dejó de lado y Toole finalmente comenzó a trabajar en La conjura de los necios. Toole se suicidó en 1969, dejando sus manuscritos inéditos en posesión de Thelma Toole, su madre.
La ley de herencia influenciada por el código napoleónico de Luisiana significaba que estas obras técnicamente pertenecían no solo a Thelma Toole, sino también a varios otros parientes del lado paterno de la familia. Sin embargo, como la tirada inicial de La conjura de los necios fue de solo 2 500 copias (y fue distribuida por la pequeña y no convencional Louisiana State University Press), nadie pensó que poseer los derechos del libro sería especialmente rentable. En consecuencia, Thelma Toole pudo convencer a estos parientes de que renunciaran a sus derechos sobre La conjura de los necios.
Cuando La conjura de los necios se convirtió en un gran éxito comercial y ganó el Premio Pulitzer en 1981, la situación cambió y los familiares de Toole pensaron que la nueva publicación podría generar mucho dinero, así que se negaron a ceder sus derechos compartidos sobre esta novela. Mientras tanto, Thelma Toole se negó a que se publicara la novela si eso significaba que gran parte de los ingresos que obtenía se destinarían a estos familiares.
Thelma Toole murió en 1984, pero dio instrucciones al autor W. Kenneth Holditch para que actuara en su nombre y evitara que el libro se publicara incluso después de su muerte. Aunque Holditch intentó respetar los deseos de Thelma (a pesar de que no estaba de acuerdo con ellos), los familiares finalmente presentaron una demanda formal que habría puesto el libro a subasta. Holditch sabía que no importa cómo se subastara, el resultado de la acción legal sería que el libro se publicaría legalmente. Por lo tanto, permitió que The Neon Bible se publicara en 1989, antes de que pudiera celebrarse el "espectáculo" de una subasta.

## Adaptaciones
En 1995 se estrenó una película del libro. La película The Neon Bible fue dirigida por Terence Davies, con un guion de Davies basado en la novela de Toole. El reparto incluye a Drake Bell, Leo Burmester, Denis Leary, Peter McRobbie, Gena Rowlands, Diana Scarwid y Jacob Tierney.